# Sufasar
Sufasar war eine antike Ortschaft in der römischen Provinz Mauretania Caesariensis. Die Stadt liegt bei dem heutigen Amoura (französisch: Dollfusville) in Algerien an einer von Caesarea (Cherchell) nach Auzia (Sour El-Ghozlane) führenden Straße.
Sufasar war in der Spätantike Bischofssitz, Bischöfe werden 411 und 484 erwähnt; darauf geht das Titularbistum Sufasar zurück.